# Clarendon (stanice metra ve Washingtonu)
Clarendon je stanice Washingtonského metra.
Stanice se nachází na oranžové lince, v západní části sítě, již mimo hlavní město Washington, D. C. Je tedy součástí okresu Arlington County ve státě Virginie. Stanice je podzemní, jednolodní konstrukce s bočními nástupišti založená hluboko pod povrchem. Má jen jeden výstup, pro veřejnost byla otevřena 1. prosince 1979.